# Eupithecia inexercita
Eupithecia inexercita là một loài bướm đêm trong họ Geometridae.